# Rani Yahya
Rani Ahmad Yahya (Brasilia, 12 de septiembre de 1984) es un practicante de jiu-jitsu y artista marcial mixto brasileño. Actualmente pelea en la división de peso gallo de Ultimate Fighting Championship.

## Primeros años
Yahya nació de un padre sirio y una madre brasileña. Ganó el ADCC Submission Wrestling World Championship en la categoría de 66 kg en abril de 2007.

## Carrera en artes marciales mixtas

### World Extreme Cagefighting
Yahya hizo su debut en WEC contra el excampeón de peso pluma de TKO Major League MMA Mark Hominick en WEC 28 el 3 de mayo de 2007. Yahya derrotó a Hominick en la primera ronda por sumisión.
Luego peleó y perdió contra Chase Beebe por el Campeonato de Peso Gallo de WEC vía decisión unánime en WEC 30 el 5 de septiembre de 2007.
Yahya se recuperó de su derrota ante Beebe con una victoria por sumisión en la primera ronda sobre el excampeón de peso gallo de WEC Eddie Wineland, en la cartelera de WEC 40 el 5 de abril de 2009.
Yahya fue programado para pelear contra Kenji Osawa el 9 de agosto de 2009 en WEC 42, pero Osawa sufrió una lesión den le pie y fue reemplazado por John Hosman. Yahya sometió a Hosman con una north–south choke en la primera ronda y obtuvo su tercer bono consecutivo de Sumisión de la Noche.
Yahya peleó contra Joseph Benavidez el 19 de diciembre de 2009 en WEC 45. Perdió el combate vía TKO en la primera ronda.
Yahya se enfrentó a Takeya Mizugaki el 24 de abril de 2010 en WEC 48. Perdió por decisión unánime.

### Ultimate Fighting Championship
El 28 de octubre de 2010, World Extreme Cagefighting se fusionó con Ultimate Fighting Championship. Como parte de la fusión, todos los peleadores de WEC fueron destinados a competir en las 2 nuevas divisiones de peso de UFC.
Se esperaba que Yahya se enfrentara a Chan Sung Jung el 22 de enero de 2011 en UFC Fight Night 23. Sin embargo, Jung fue sacado de la cartelera por una lesión. Fue reemplazado por Mike Brown. Yahya ganó la pelea vía decisión unánime.
Yahya enfrentaría a Dustin Poirier el 11 de junio de 2011 en UFC 131, pero tuvo que retirarse de la pelea debido a una lesión.
Yahya se enfrentó a Chad Mendes el 6 de agosto de 2011 en UFC 133. Perdió la pelea por decisión unánime.
Se esperaba que Yahya se enfrentara a Jonathan Brookins el 15 de febrero de 2012 en UFC en Fuel TV 1, pero se vio obligado a abandonar el combate por una lesión.
Yahya enfrentó a Josh Grispi el 4 de agosto de 2012 en UFC en Fox: Shogun vs. Vera, sustituyendo a un lesionado Pablo Garza. Yahya salió victorioso, derrotando a Grispi en la primera ronda con un north-south choke.
Yahya se enfrentó al recién llegado Mizuto Hirota el 3 de marzo de 2013 en UFC on Fuel TV 8. Ganó la pelea por decisión unánime.
Yahya peleaó con Josh Clopton el 3 de agosto de 2013 en UFC 163. Ganó la pelea por decisión unánime.
Yahya se enfrentó al recién llegado Tom Niinimäki el 30 de noviembre de 2013 en The Ultimate Fighter 18 Finale. Perdió la pelea vía decisión dividida.
Yahya enfrentó a Johnny Bedford en una pelea de peso gallo el 11 de abril de 2014 en UFC Fight Night 39. La pelea terminó Sin Resultado tras un choque de cabezas que hizo que Yahya no pudiera seguir, lo que forzó al árbitro a la detención de la pelea en el segundo 0:39 de la primera ronda.
Se esperaba una revancha con Bedford el 28 de junio de 2014 en UFC Fight Night: Swanson vs. Stephens. Sin embargo, Yahya fue sacado de la pelea y fue reemplazado por Cody Gibson.
La revancha con Bedford finalmente tuvo lugar el 13 de septiembre de 2014 en UFC Fight Night 51. Yahya ganó por sumisión en la segunda ronda.
Se esperaba que Yahya se enfrentara a Masanori Kanehara el 27 de junio de 2015 en UFC Fight Night 70. Sin embargo, a medida que se acercaba el evento, varios peleadores internacionales tuvieron problemas con la Oficina de Asuntos Consulares del Departamento de Estado de EE. UU quienes producen las visas de viaje. El problema llevó a un cambio importante en la cartelera y varias peleas fueron aplazadas. Yahya vs. Kanehara finalmente se llevó a cabo el 15 de julio de 2015 en UFC Fight Night 71. Yahya ganó la pelea por decisión dividida.
Yahya se enfrentó luego al recién llegado Matthew Lopez el 13 de julio de 2016 en UFC Fight Night 91. Yahya ganó la pelea vía sumisión en la tercera ronda.
Yahya enfrentó a Michinori Tanaka el 24 de septiembre de 2016 en UFC Fight Night 95. Ganó la pelea por decisión unánime.
Yahya peleó con Joe Soto el 11 de marzo de 2017 en UFC Fight Night 106. Perdió la pelea por decisión unánime.
Yahya se enfrentó a Henry Briones el 5 de agosto de 2017 en UFC Fight Night: Pettis vs. Moreno. Ganó la pelea vía sumisión (kimura) en la primera ronda.
Se esperaba que Yahya se enfrentara a Aljamain Sterling el 9 de diciembre de 2017 en UFC Fight Night 123. Sin embargo, Yahya se retiró del evento por una lesión.
Yahya peleó con Russell Doane el 24 de febrero de 2018 en UFC en Fox 28. Ganó la pelea vía sumisión en la tercera ronda.
Yahya se enfrentó a Luke Sanders el 25 de agosto de 2018 en UFC Fight Night 135. Ganó el combate por sumisión en la primera ronda.
Yahya enfrentó a Ricky Simon el 9 de febrero de 2019 en UFC 234. Perdió el combate por decisión unánime tras ser derribado dos veces.
Yahya se enfrentó a Enrique Barzola el 14 de marzo de 2020 en UFC Fight Night: Lee vs. Oliveira. Tras tres asaltos de ida y vuelta, los jueces declararon el combate en empate por mayoría.
Yahya se enfrentó a Ray Rodriguez el 13 de marzo de 2021, en sustitución de Irwin Rivera, en UFC Fight Night: Edwards vs. Muhammad. Tras dominar el combate con sus derribos y su jiu-jitsu, Yahya ganó la pelea por sumisión de brazo en el segundo asalto.
Yahya estaba programado para enfrentarse a Kang Kyung-ho el 31 de julio de 2021 en UFC on ESPN: Hall vs. Strickland. Sin embargo, el combate se canceló unas horas antes de celebrarse debido a que Yahya dio positivo por COVID-19.
Estaba previsto que Yahya se enfrentara a Cody Garbrandt el 9 de julio de 2022 en UFC on ESPN 39. Sin embargo, Yahya se retiró a mediados de junio debido a una lesión en el cuello. La pelea con Garbrandt fue reprogramada y se espera que tenga lugar el 1 de octubre de 2022 en UFC Fight Night 211. A su vez, Yahya se retiró nuevamente a mediados de septiembre por razones desconocidas.
Yahya enfrentó a Montel Jackson el 22 de abril de 2023 en UFC Fight Night 222.  Perdió la pelea por nocaut en el primer asalto.
Estaba previsto que Yahya se enfrentara a Alateng Heili el 14 de octubre de 2023 en UFC Fight Night 230. Sin embargo, Yahya se retiró del evento por razones no reveladas.
Yahya enfrentó a Victor Henry el 27 de abril de 2024 en UFC on ESPN 55. Yahya perdió la pelea por nocaut técnico en el tercer asalto.

## Logros en Grappling

### ADCC World Submission Wrestling Championships
- ADCC 2007 –65 kg: 1er lugar
- ADCC 2005 –65 kg: 2.º lugar
- ADCC 2003 –65 kg: cuartos de final.

### Récord
- Ganó contra: Teemu Launis (pts), Mario Delgado (pts), Wagney Fabiano (pts), Marcio Feitosa Souza (pts), Darell Moodley (sub), Bruno 'Chavez' Frazzato (rear naked choke), Baret Yoshida (pts), Leo 'Leozinho' Vieira (rear naked choke), Kohei Yasumi (sub), Jeff Glover (pts)
- Perdido contra: Leonardo Viera (pts), Leonardo Viera (pts), Rubens "Cobrinha" Charles (sub)

## Campeonatos y logros
- K-1 HERO'S
  - Semifinalista del gran premio peso ligero de K-1 HERO'S 2006
- TNT
  - TNT: Ganador del torneo Vale Tudo 2
- World Extreme Cagefighting
  - Sumisión de la Noche (tres veces)

## Récord de artes marciales mixtas
| Resultado     | Récord      | Oponente          | Método                                | Evento                                                 | Fecha                    | Ronda | Tiempo | Localización                | Notas                                                           |
| ------------- | ----------- | ----------------- | ------------------------------------- | ------------------------------------------------------ | ------------------------ | ----- | ------ | --------------------------- | --------------------------------------------------------------- |
| Derrota       | 28–12 (1)   | Victor Henry      | TKO (patada a la cabeza y golpes)     | UFC on ESPN: Nicolau vs. Perez                         | 27 de abril de 2024      | 3     | 2:36   | Las Vegas, Nevada           |                                                                 |
| Derrota       | 28–11 (1)   | Montel Jackson    | KO (golpes)                           | UFC Fight Night: Pavlovich vs. Blaydes                 | 22 de abril de 2023      | 1     | 3:42   | Las Vegas, Nevada           |                                                                 |
| Victoria      | 28–10 (1)   | Kang Kyung-ho     | Decisión (unánime)                    | UFC Fight Night: Vieira vs. Tate                       | 20 de noviembre de 2021  | 3     | 5:00   | Las Vegas, Nevada           |                                                                 |
| Victoria      | 27–10 (1)   | Ray Rodriguez     | Sumisión (estrangulamiento del brazo) | UFC Fight Night: Edwards vs. Muhammad                  | 13 de marzo de 2021      | 2     | 3:09   | Las Vegas, Nevada           |                                                                 |
| Empate        | 26–10–1 (1) | Enrique Barzola   | Empate (mayoritario)                  | UFC Fight Night: Lee vs. Oliveira                      | 14 de marzo de 2020      | 3     | 5:00   | Brasília                    |                                                                 |
| Derrota       | 26–10 (1)   | Ricky Simón       | Decisión (unánime)                    | UFC 234                                                | 9 de febrero de 2019     | 3     | 5:00   | Melbourne                   |                                                                 |
| Victoria      | 26–9 (1)    | Luke Sanders      | Sumisión (gancho de talón)            | UFC Fight Night: Gaethje vs. Vick                      | 25 de agosto de 2018     | 1     | 1:31   | Lincoln, Nebraska           |                                                                 |
| Victoria      | 25–9 (1)    | Russell Doane     | Sumisión (estrangulamiento de brazo)  | UFC on Fox: Emmett vs. Stephens                        | 24 de febrero de 2018    | 3     | 2:32   | Orlando, Florida            |                                                                 |
| Victoria      | 24–9 (1)    | Henry Briones     | Sumisión (kimura)                     | UFC Fight Night: Pettis vs. Moreno                     | 5 de agosto de 2017      | 1     | 2:01   | Ciudad de México            |                                                                 |
| Derrota       | 23–9 (1)    | Joe Soto          | Decisión (unánime)                    | UFC Fight Night: Belfort vs. Gastelum                  | 11 de marzo de 2017      | 3     | 5:00   | Fortaleza                   |                                                                 |
| Victoria      | 23–8 (1)    | Michinori Tanaka  | Decisión (unánime)                    | UFC Fight Night: Cyborg vs. Lansberg                   | 24 de septiembre de 2016 | 3     | 5:00   | Brasilia                    |                                                                 |
| Victoria      | 22–8 (1)    | Matthew Lopez     | Sumisión (arm-triangle choke)         | UFC Fight Night: McDonald vs. Lineker                  | 13 de julio de 2016      | 3     | 4:19   | Sioux Falls, Dakota del Sur |                                                                 |
| Victoria      | 21–8 (1)    | Masanori Kanehara | Decisión (dividida)                   | UFC Fight Night: Mir vs. Duffee                        | 15 de julio de 2015      | 3     | 5:00   | San Diego, California       |                                                                 |
| Victoria      | 20–8 (1)    | Johnny Bedford    | Sumisión (kimura)                     | UFC Fight Night: Bigfoot vs. Arlovski                  | 13 de septiembre de 2014 | 2     | 2:04   | Brasilia                    |                                                                 |
| Sin resultado | 19–8 (1)    | Johnny Bedford    | Sin resultado                         | UFC Fight Night: Nogueira vs. Nelson                   | 11 de abril de 2014      | 1     | 0:39   | Abu Dhabi                   | Regreso a peso gallo.                                           |
| Derrota       | 19–8        | Tom Niinimäki     | Decisión (dividida)                   | The Ultimate Fighter: Team Rousey vs. Team Tate Finale | 30 de noviembre de 2013  | 3     | 5:00   | Las Vegas, Nevada           |                                                                 |
| Victoria      | 19–7        | Josh Clopton      | Decisión (unánime)                    | UFC 163                                                | 3 de agosto de 2013      | 3     | 5:00   | Río de Janeiro              |                                                                 |
| Victoria      | 18–7        | Mizuto Hirota     | Decisión (unánime)                    | UFC on Fuel TV: Silva vs. Stann                        | 3 de marzo de 2013       | 3     | 5:00   | Saitama                     |                                                                 |
| Victoria      | 17–7        | Josh Grispi       | Sumisión (north-south choke)          | UFC on Fox: Shogun vs. Vera                            | 4 de agosto de 2012      | 1     | 3:15   | Los Ángeles, California     |                                                                 |
| Derrota       | 16–7        | Chad Mendes       | Decisión (unánime)                    | UFC 133                                                | 6 de agosto de 2011      | 3     | 5:00   | Filadelfia, Pensilavania    |                                                                 |
| Victoria      | 16–6        | Mike Brown        | Decisión (unánime)                    | UFC: Fight For The Troops 2                            | 22 de enero de 2011      | 3     | 5:00   | Fort Hood, Texas            | Regreso al peso pluma.                                          |
| Derrota       | 15–6        | Takeya Mizugaki   | Decisión (unánime)                    | WEC 48                                                 | 24 de abril de 2010      | 3     | 5:00   | Sacramento, California      |                                                                 |
| Derrota       | 15–5        | Joseph Benavidez  | TKO (golpes)                          | WEC 45                                                 | 19 de diciembre de 2009  | 1     | 1:35   | Las Vegas, Nevada           |                                                                 |
| Victoria      | 15–4        | John Hosman       | Sumisión (north-south choke)          | WEC 42                                                 | 9 de agosto de 2019      | 1     | 2:08   | Las Vegas, Nevada           | Sumisión de la Noche.                                           |
| Victoria      | 14–4        | Eddie Wineland    | Sumisión (rear-naked choke)           | WEC 40                                                 | 5 de abril de 2009       | 1     | 1:07   | Chicago, Illinois           | Sumisión de la Noche.                                           |
| Victoria      | 13–4        | Yoshiro Maeda     | Sumisión (guillotine choke)           | WEC 36                                                 | 5 de noviembre de 2008   | 1     | 3:30   | Hollywood, Florida          | Peso acordado(137 lb); Sumisión de la Noche.                    |
| Derrota       | 12–4        | Norifumi Yamamoto | TKO (golpes y patadas)                | K-1 Premium 2007 Dynamite!!                            | 31 de diciembre de 2007  | 2     | 3:11   | Osaka                       |                                                                 |
| Derrota       | 12–3        | Chase Beebe       | Decisión (unánime)                    | WEC 30                                                 | 5 de septiembre de 2007  | 5     | 5:00   | Las Vegas, Nevada           | Por el Campeonato Peso Gallo de WEC.                            |
| Victoria      | 12–2        | Mark Hominick     | Sumisión (rear-naked choke)           | WEC 28                                                 | 3 de junio de 2007       | 1     | 1:19   | Las Vegas, Nevada           | Peso pluma.                                                     |
| Victoria      | 11–2        | Louie Moreno      | Sumisión (guillotine choke)           | PFC 2: Fast and Furious                                | 22 de marzo de 2007      | 1     | 0:23   | Lemoore, California         |                                                                 |
| Derrota       | 10–2        | Gesias Cavalcante | Sumisión (guillotine choke)           | Hero's 7                                               | 9 de octubre de 2006     | 1     | 0:39   | Yokohama                    | Semifinal del gran premio de peso ligero de Hero's 2006.        |
| Victoria      | 10–1        | Kazuya Yasuhiro   | Sumisión (D'Arce choke)               | Hero's 6                                               | 5 de agosto de 2006      | 1     | 1:08   | Tokio                       | Cuartos de final del gran premio de peso ligero de Hero's 2006. |
| Victoria      | 9–1         | Eben Kaneshiro    | Sumisión (Ezekiel choke)              | UAGF: Kaos on Kampus                                   | 20 de mayo de 2006       | 3     | -      | Los Ángeles, California     |                                                                 |
| Victoria      | 8–1         | Ryuki Ueyama      | Decisión (mayoritaria)                | Hero's 5                                               | 3 de mayo de 2006        | 3     | 5:00   | Tokio                       | Inicio del gran premio de peso ligero de Hero's 2006.           |
| Victoria      | 7–1         | Takumi Yano       | Sumisión técnica (triangle choke)     | MARS                                                   | 4 de febrero de 2006     | 3     | 2:14   | Tokio                       |                                                                 |
| Victoria      | 6–1         | Taiyo Nakahara    | Sumisión (north-south choke)          | GCM: D.O.G. 4                                          | 11 de diciembre de 2005  | 1     | 1:59   | Tokio                       |                                                                 |
| Victoria      | 5–1         | Fabio Alves       | Sumisión (arm-triangle choke)         | K-1 Brazil: Next Generation                            | 30 de octubre de 2004    | 1     | -      | Goiás                       |                                                                 |
| Derrota       | 4–1         | Fredson Paixao    | Decisión                              | Jungle Fight 2                                         | 15 de mayo de 2004       | 3     | 5:00   | Manaus                      |                                                                 |
| Victoria      | 4–0         | Luciano Santos    | Sumisión (keylock)                    | TNT: Vale Tudo 2                                       | 17 de abril de 2004      | -     | -      | Goiânia                     |                                                                 |
| Victoria      | 3–0         | Muzila Ferraz     | Sumisión (armbar)                     | TNT: Vale Tudo 2                                       | 17 de abril de 2004      | -     | -      | Goiânia                     |                                                                 |
| Victoria      | 2–0         | Fabio Alves       | Sumisión (Peruvian necktie)           | TNT: Vale Tudo 2                                       | 17 de abril de 2004      | -     | -      | Goiânia                     |                                                                 |
| Victoria      | 1–0         | Junior Peba       | Sumisión (arm-triangle choke)         | Kallifas Vale Tudo                                     | 14 de septiembre de 2002 | 1     | 1:30   | Goiânia                     |                                                                 |